# Кріль Назарій Романович
Наза́рій Рома́нович Крі́ль (2000—2022) — старший лейтенант 16-ї окремої армійської авіації. Загинув на Донеччині 13 липня 2022 році влучення російської ракети.

## Життєпис
Народився 29 січня 2000 році в місті Броди на Львівщині. Мріяв стати військовим льотчиком. Тому після закінчення школи у 2017 році вступив до Харківського національного університету повітряних сил України імені Івана Кожедуба — який закінчив у 2021 році.
Проходив службу у 16-й окремій бригаді армійської авіації в місті Броди.
З початком повномасштабного російського вторгнення в Україну Назарій із екіпажем вертольота Мі-8 здійснили близько 1000 бойових вильотів. Знищили на Донеччині, під Києвом, Черніговом, Херсоном, Житомиром, Миколаєвом, Запоріжжям велику кількість живої сили противника.
Загинув 13 липня у 2022 року внаслідок влучання російської крилатої ракети — разом з екіпажем Богданом Віталійовичем Лозовим, Євгенієм Копотуном.
Поховали у рідних Бродах. У Назарія лишилися батьки та сестра.